# Leontine von Winterfeld-Platen

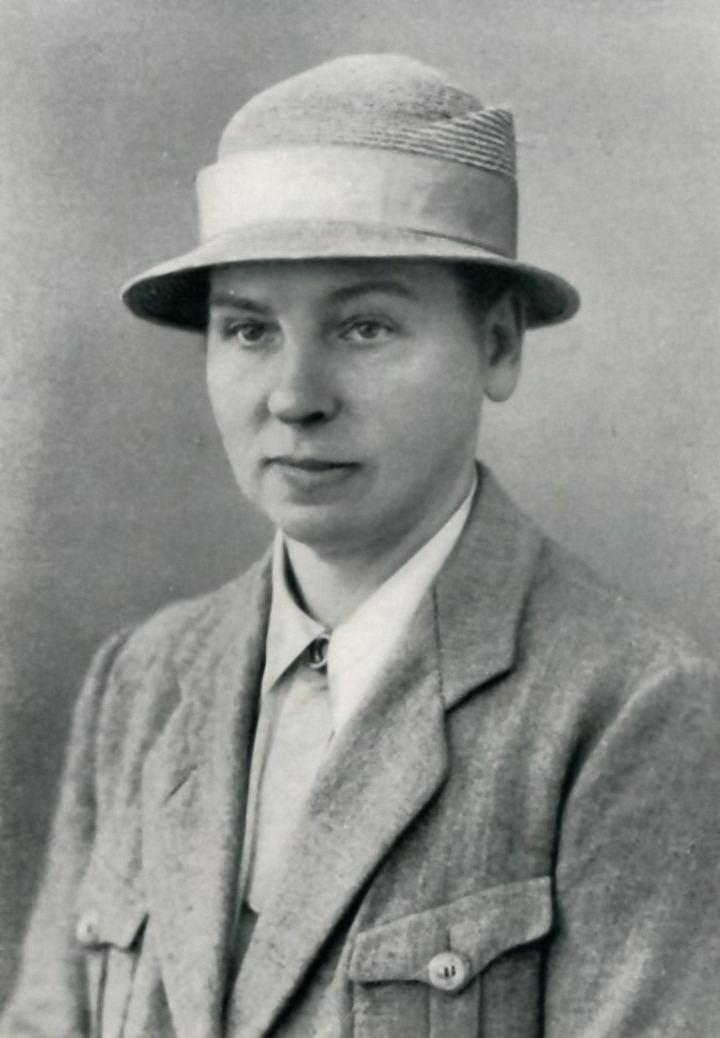
Leontine von Winterfeld-Platen

Leontine von Winterfeld-Platen, geb. von Winterfeld (* 21. Juli 1883 in Lübberstorf; † 24. Juli 1960 auf Gut Pinnow bei Karstädt (Prignitz), begraben in Ludwigslust), war eine deutsche Lehrerin und Schriftstellerin.

## Leben und Wirken

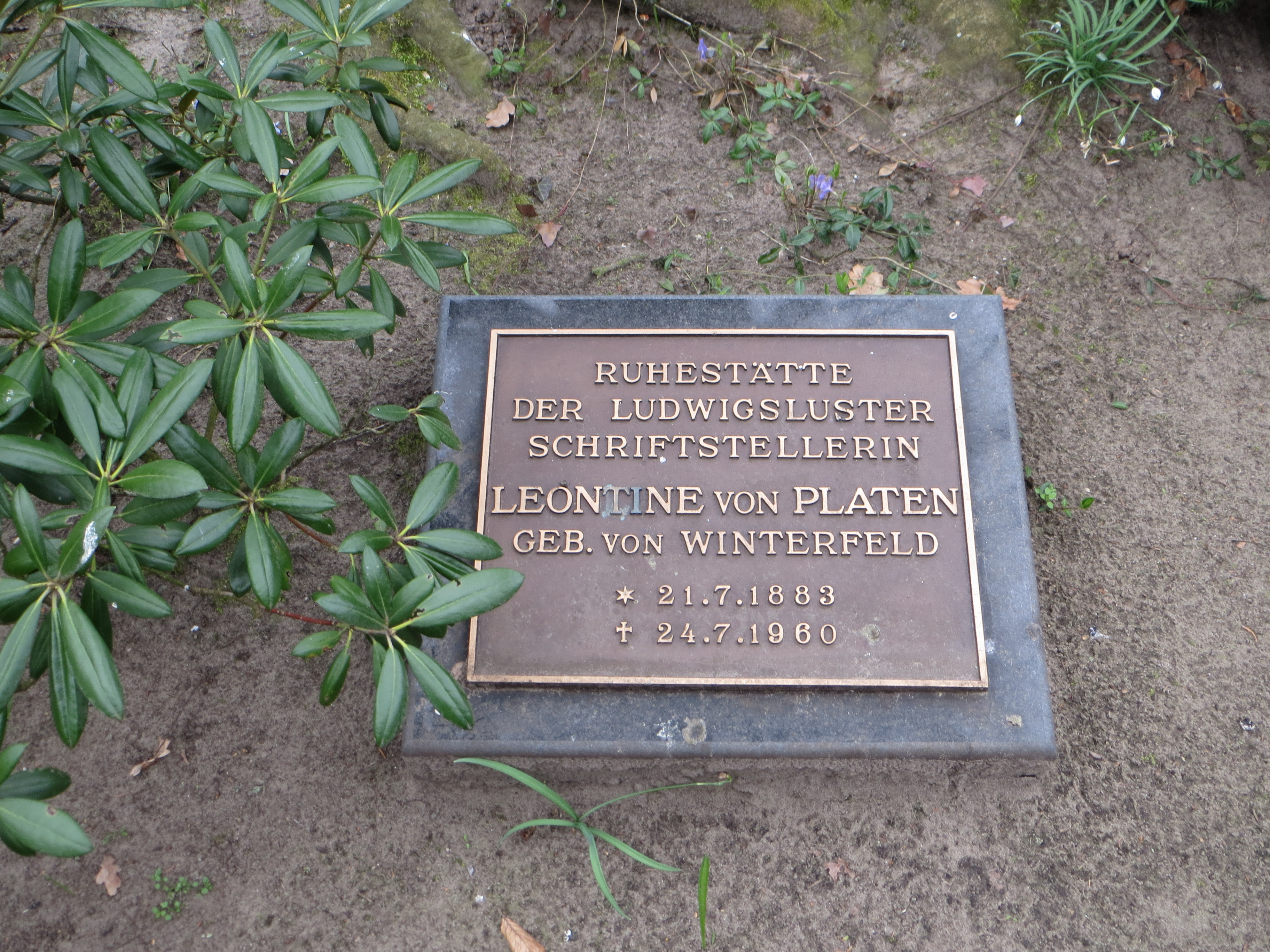
Grab auf dem Friedhof Ludwigslust

Leontine von Winterfeld war die Tochter des preußischen Offiziers Ottokar von Winterfeld und seiner Frau Barbara, geb. von Maltzan. Bedingt durch den Militärberuf des Vaters erlebte sie häufige Wohnungswechsel in ihrer Kindheit. In Frankfurt an der Oder besuchte sie die Höhere Töchterschule. Im Alter von 20 Jahren heiratete sie den damaligen Rittmeister Botho von Platen (* 14. Oktober 1879 in Köritz; † 13. September 1953 in Neu-Pinnow). Das Paar wohnte zunächst in der Griesen Gegend, dann ab 1919 in Krüden bei Seehausen in der Altmark und schließlich auf Gut Neu-Pinnow (heute Ortsteil von Karstädt (Prignitz)), dem Gutsbesitz des Ehemannes.
Ihre überwiegend dem Frauenroman zuzuordnenden Werke waren insbesondere während der Zeit der Weimarer Republik populär, werden aber auch heute noch verlegt. Sie ist die Mutter von Sigelind von Platen und deren zwei Geschwistern, Ruth (* 1920; † 1942) und Christoph (* 1922; † 1943).

## Werke
- Um der Menge Schreien, Berlin 1910
- O Fraue, wundersüße!, Schwerin i. M. 1912

Neuauflage unter dem Titel Bonizetta von Are. Stuttgart 1964
- Das Lied von der blauen Blume, Schwerin i. M. 1913
- Sigelind, Ludwigslust i. Mecklb. 1913
- Königin Not, Schwerin i. M. 1914
- Der Mann in Erz, Schwerin i. M. 1915
- Eisenmutters Nestlinge, Schwerin i. M. 1916
- Vom wundersamen Wanderweg der Lori Reck, Schwerin i. M. 1916
- Herzeleide, Schwerin 1917
- Kreuzwege, Schwerin 1918
- Das Schwert von Thule, Schwerin i. M. 1919
- Wenn die Ähren reifen, Heilbronn a. Necker 1919
- Das Größere, Heilbronn 1920
- Das große Ja, Schwerin 1920
- Lies Rainer, Schwerin 1920
- Drei Herzen, Schwerin i.M. 1921
- Uraltes Lied, Schwerin 1921
- Als es noch Treue gab, Schwerin i. Mecklb. 1923
- Aus stillen Stunden, Schwerin i. Mecklb. 1923
- Der Schmied von Murbach, Schwerin i. Mecklb. 1924
- Der Weg des Christophorus, Schwerin (Mecklb.) 1925
- Frau Irlis Traum, Schwerin 1926
- Mutters Lampe und drei weitere Erzählungen, Wandsbek 1926
- Wanderer am Tor, Schwerin i. Mecklbg. 1926
- Heimat in Not, Schwerin i. M. 1927
- Durch Nacht und Grauen, Wandsbek 1928
- Rose Thorbeck, Schwerin i. Mecklb. 1928
- Unter schwerem Verdacht. Am Strom, Wandsbek 1928
- Gemeißelter Stein, Schwerin i. Mecklb. 1929
- Trutz, Feuer und Tod, Wandsbek 1929
- Faust über Danzig, Schwerin i. M. 1930
- Heimkehr, Schwerin i. Mecklb. 1930
- Stürme am Rhein, Schwerin 1931
- Heilige Not, Konstanz [u. a.] 1932
- Mitten in der Nacht, Schwerin 1932
- Gehet hin in alle Welt!, Wandsbek 1933
- Heiliges Land, Wandsbek 1933
- Die Töchter des alten Bracht, Schwerin 1933
- Benedikta, Königsbrück/Sa. 1934
- Hüter der Kommenden, Wandsbek 1934
- Das Licht des Einsamen, Schwerin 1934
- Geselle Frohmut, Schwerin 1935
- Das Opfer der Sabine Wart, Königsbrück/Sa. 1935
- Die sieben Flammen, Königsbrück (Bez. Dresden) 1935
- Der Meister und sein Mönch, Schwerin 1936
- Der Reiter des Landgrafen, Konstanz 1936
- Wie Troßbub Tott die Treue hielt, Konstanz 1936
- Die sieben Flammen der armen Els, Herborn (Dillkreis) 1937
- Staufen reiten zur Landskron, Schwerin 1937
- Mit der Teufelsbahn zum lieben Gott, Baden-Baden 1938
- Der Ruf aus der Ferne, Schwerin 1938
- Wenn das Licht erlosch, Baden-Baden 1938
- Bis die Furcht zerbrach, Schwerin (Meckl.) 1939
- Der Himmelsstürmer, Bad Sachsa (Südharz) 1939
- Die Frauen von Witten, Schwerin 1940
- Das Geheimnis von Tordinghus, Hamburg-Wandsbek 1940
- Hadburgs Flucht vor dem Glück, Hamburg-Wandsbek 1941
- Der Helfer von Notland, Basel 1943
- Einer Mutter Kreuz, Stuttgart 1949
- Und nicht müde werden!, Basel 1949
- Als die Heimatlosen ..., Basel 1950
- Heimkehrer, Stuttgart 1950
- Um sein Kind, Konstanz 1950
- Prof. Schudes Vermächtnis, Stuttgart 1951
- Die steinige Straße, Basel 1951
- Wanderer zum Licht, Stuttgart 1952
- Wenn das Leben ruft, Basel 1952
- In Gottes Sturm, Basel 1953
- Kraft des Herzens, Stuttgart 1953
- Sieg einer Mutter, Hamburg 1953
- Brunnen im Tal, Stuttgart 1954
- Letzte Geborgenheit, Basel 1954
- Niko Lormsens Pilgerfahrt, Stuttgart 1955
- Stille Sieger, Basel 1955
- Gegen die Brandung, Basel 1956
- Unter dem Regenbogen, Stuttgart 1956
- Lebenserinnerungen, Stuttgart 1957
- Die fröhlichen Mönche von Truttenhausen, Stuttgart 1958
- Tannen rauschen im Wasgau, Stuttgart 1959
- Die Brüder von Marlette, Stuttgart 1960
- Das Schwert von Gott, Stuttgart 1960
- Wenn ein neuer Tag beginnt, Stuttgart 1961
- Es leucht' wohl mitten in der Nacht, Stuttgart 1962
- Heinz Lüder, Stuttgart 1985
- Ein Sommer am See, Heinrich Mayer Verlag, Basel 1957

## Herausgeberschaft
- Helene Sehauf: Tip und seine Leuchte, Konstanz 1937